# Monts, Indre-et-Loire

Monts este o comună în departamentul Indre-et-Loire, Franța. În 1 ianuarie 2022 avea o populație de 8.031 de locuitori.